# Titus Kwemoi Masai
Titus Kwemoi Masai (* 9. Oktober 1989 im Mount Elgon District) ist ein kenianischer Langstreckenläufer.
2009 siegte er beim Nizza-Halbmarathon, wurde Zweiter beim Udine-Halbmarathon und Fünfter beim Delhi-Halbmarathon. Im Jahr darauf wurde er Dritter beim RAK-Halbmarathon und Sechster bei den Halbmarathon-Weltmeisterschaften in Nanning.

## Persönliche Bestzeiten
- 10.000 m: 27:56,55 min, 30. Juni 2009, Villeneuve-d’Ascq
- Halbmarathon: 59:51 min, 19. Februar 2010, Ra’s al-Chaima

| Personendaten    | Personendaten                   |
| ---------------- | ------------------------------- |
| NAME             | Masai, Titus Kwemoi             |
| KURZBESCHREIBUNG | kenianischer Langstreckenläufer |
| GEBURTSDATUM     | 9. Oktober 1989                 |